# Premier League Malti 1918-1919
Il campionato era formato da 5 squadre e il KOMRM vinse il titolo.

## Classifica finale
| Pos. | Squadra            | G | V | N | P | GF | GS | Punti |
| ---- | ------------------ | - | - | - | - | -- | -- | ----- |
| 1    | KOMRM              | 4 | 4 | 0 | 0 | 9  | 1  | 8     |
| 2    | Ħamrun United      | 4 | 3 | 0 | 1 | 6  | 4  | 6     |
| 3    | Army Service Corps | 4 | 1 | 0 | 3 | 5  | 5  | 2     |
| 4    | Sliema Amateurs    | 4 | 1 | 0 | 3 | 6  | 8  | 2     |
| 5    | Cospicua Rangers   | 4 | 1 | 0 | 3 | 0  | 8  | 2     |